# Dagmar Bernhard

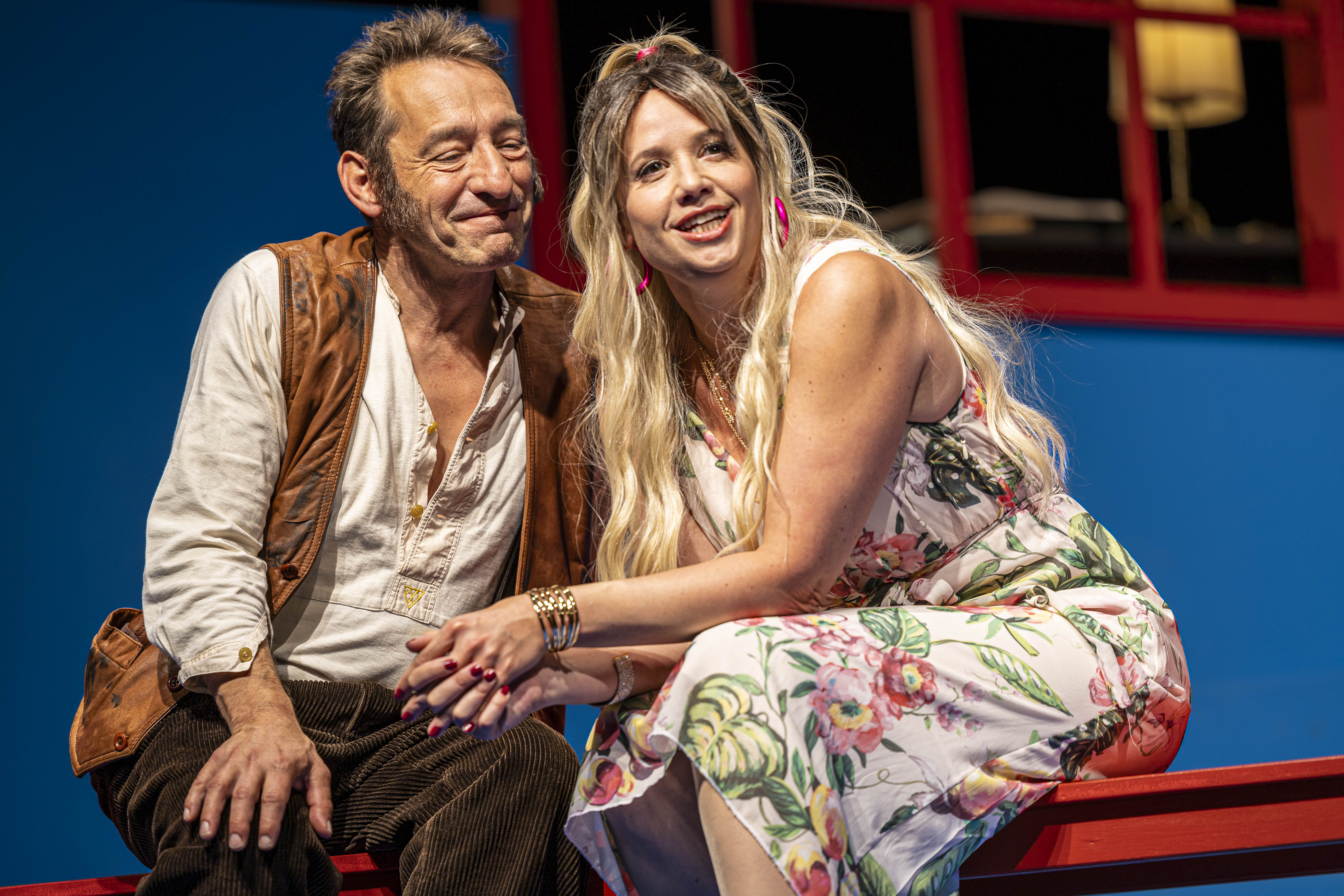
Dagmar Bernhard und Boris Aljinovic (2023)

Dagmar Bernhard (geboren 1981 in Scheibbs) ist eine österreichische Schauspielerin, Kabarettistin und Sängerin.

## Leben
Dagmar Bernhard begann mit fünf Jahren zu tanzen, mit zehn Jahren erhielt sie ihren ersten Gesangsunterricht. Nach der Matura studierte sie zunächst Handelswissenschaften und wechselte nach einem Jahr ans Konservatorium der Stadt Wien. Im Juni 2004 schloss sie ihr Studium mit Auszeichnung ab.
Sie steht regelmäßig auf Theaterbühnen in Österreich und Deutschland, ist auch immer wieder in Fernsehproduktionen auf und spielte eine Hauptrolle in der Kinoproduktion Ein wilder Sommer – Die Wachausaga. Seit 2025 gehört Bernhard zum Ensemble des Ernst-Deutsch-Theaters in Hamburg.

## Rollen

### Film/TV
- 2018: Ein wilder Sommer – Die Wachausaga
- 2018: Muse des Mörders (ORF/ZDF)TV Spielfilm – Mado, die junge Christiane Hörbiger
- „Schnell ermittelt“ (ORF/ZDF) Serie „Alice Leutgeb“
- „Überlist“ – Kurzfilm
- „Business as usual“ Film – JewelLabs
- „Katharsis“ (Synchronisation) – JewelLabs

### Theater (Auswahl)
- Ernst Deutsch Theater
  - Cecily in „Bunbury“
  - Wanda in „Die Großherzogin von Gerolstein“[2]
  - Punaise in „Der Geizige“[3]
- Sommerspiele Melk
  - Melantho in „Die Odyssee“
  - Proud Mary in „Proud Mary“
- Dschungel Wien
  - Susan in „Tick Tick Boom“
- Sommerspiele Melk
  - Löwe, Greif, Dodo, Ärztin, Reh in „Alice im Wunderland“ (Fassung:Dimitri Dinev)
  - Cäcilie in „Live is Life“
- Gruschenka in der Tourneeproduktion „Brüder Karamasow“
- Sommerspiele Melk
  - „Hel“ in der von Franzobel dramatisierten Version von Metropolis (Aufzeichnung ORF im Sommer 2014)
  - „Mariandl“ in „Neverending Story“ – Musikrevue
- Festspiele Wangen
  - „Antonia“ in „Bezahlt wird nicht“ (Dario Fo)
  - Die Titelrolle in „Die kleine Hexe“
- Stadttheater Baden
  - Die Hauptrolle Kira in „Xanadu“
- Tiroler Landestheater
  - Die Audrey in „Der kleine Horrorladen“
- Festspiele Wangen
  - „Susanne“ in „Figaros Hochzeit“ von Turrini
  - Titelrolle in „Pinocchio“
- Stauffer Festspiele
  - „Klärchen“ in „Weisses Rössl“
- Stadttheater Baden
  - Ursula in „Sweet Charity“
- Apollo Theater Stuttgart/Theater des Westens Berlin
  - We will rock you Musical - Scaramouche, Ozzy, Teacher
- Staatstheater Braunschweig
  - mit der Jazzkantine Schauspielerin und Sängerin in „Unser Eintracht“
- Volksoper Wien
  - „Sarah Brown“ in „Guys and Dolls“
  - „Chava“ in „Anatevka“
  - „Ida“ in „Die Fledermaus“
- Staatstheater Braunschweig
  - Ölper 1 und 2 der Trashsongcontest
- Theater des Augenblicks
  - „Eboli“ in „Don Carlos“
- Festspiele Clingenburg
  - Titelrolle in „Pippi Langstrumpf“
  - Dirne in „Dreigroschenoper“
- Operettenspiele Wien (Tourneeproduktion)
  - Titelrolle in „Sissy“ von Fritz Kreisler
  - Maud in „Opera piccola La haut“
- 2003/04 Theater in der Josefstadt
  - Zaire in „Aline“
  - Traumkönigin Lunara in „Mann, Frau, Kind“
  - Flipotte in „Der grüne Kakadu“
- Clingenburg Festspiele
  - Pippi / Dirne in der Dreigroschenoper
- 2005 Volksoper Wien
  - Liesel in „The Sound of Music“